# Saison 2011 des Mariners de Seattle
La saison 2011 des Mariners de Seattle est la 35e saison en Ligue majeure pour cette franchise.
Les Mariners connaissent de bonnes séquences en 2011 et s'emparent en juin du deuxième rang de la division Ouest de la Ligue américaine. Cependant, ils établissent en juillet un record de franchise peu enviable de 17 défaites consécutives et dégringolent au classement. Seattle termine la saison au dernier rang de sa division avec 67 victoires et 95 défaites, ce qui est néanmoins une amélioration après une saison 2010 de 101 revers.

## Intersaison

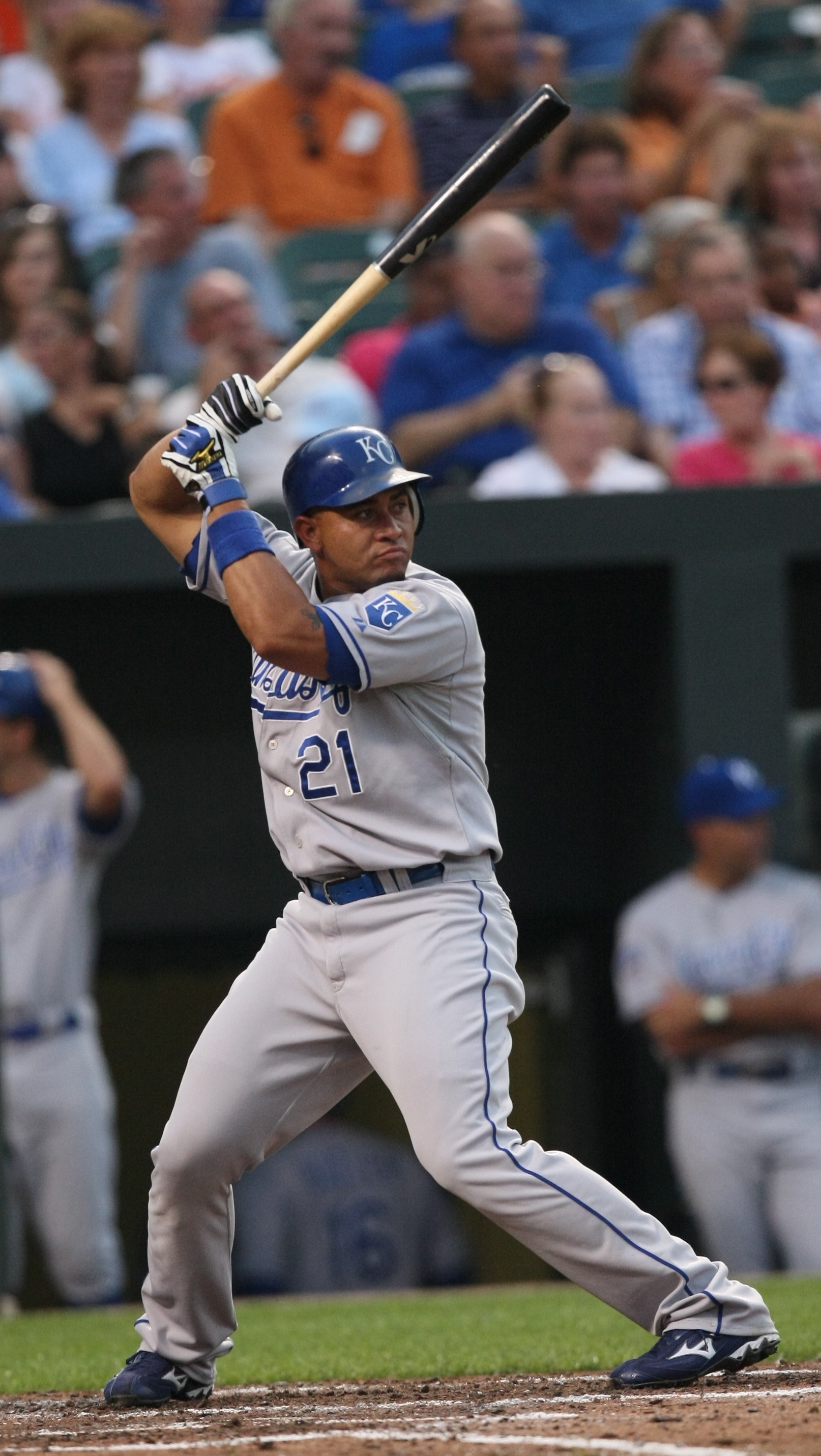
Miguel Olivo rejoint les Mariners

### Arrivées
Eric Wedge est nommé manager des Mariners le 18 octobre 2010.
Le 10 décembre, le frappeur Jack Cust signe un contrat d'une saison pour deux millions et demi de dollars avec les Mariners.
Le 12 décembre, le joueur d'arrêt-court Brendan Ryan est échangé pars les Cardinls de Saint-Louis aux Mariners contre le lanceur des ligues mineures Maikel Cleto.
En décembre, le receveur Miguel Olivo rejoint les Mariners, club dont il a déjà porté les couleurs de 2004 à 2005. Olivo s'engage pour deux saisons contre sept millions de dollars 
Le lanceur Aaron Laffey est échangé par les Indians de Cleveland aux Mariners le 2 mars en retour du joueur de ligues mineures Matt Lawson.

### Départs
Ryan Rowland-Smith, Ian Snell, Chad Cordero, Sean White, Russell Branyan, José López, Casey Kotchman, Eric Byrnes, Ken Griffey Jr. deviennent agents libres et quittent le club. Rob Johnson est échangé. Anthony Varvaro change de club via un ballottage.

### Cactus League
32 rencontres de préparation sont programmées du 27 février au 30 mars à l'occasion de cet entraînement de printemps 2011 des Mariners.
Avec 16 victoires et 13 défaites, les Mariners terminent sixièmes de la Cactus League et enregistrent la cinquième meilleure performance des clubs de la Ligue américaine.

## Saison régulière

### Classement
| Ligue américaine (Division Ouest) | V  | D  | %    | GB |
| --------------------------------- | -- | -- | ---- | -- |
| Rangers du Texas                  | 96 | 66 | .593 | -  |
| Angels d'Anaheim                  | 86 | 76 | .531 | 10 |
| Athletics d'Oakland               | 74 | 88 | .457 | 22 |
| Mariners de Seattle               | 67 | 95 | .414 | 29 |

### Résultats
| Légende               | Légende              | Légende       |
| victoire des Mariners | défaite des Mariners | match reporté |
| --------------------- | -------------------- | ------------- |

#### Avril
Menés 7-1 après six manches et demie, les Mariners renversent la tendance en fin de partie pour s'imposer 7-8 le 11 avril face aux Blue Jays de Toronto.

## Draft
La Draft MLB 2011 se tient du 6 au 8 juin 2011 à Secaucus (New Jersey). Les Mariners ont le deuxième choix.

## Affiliations en ligues mineures
| Niveau            | Equipe                  | Ligue                    | Manager         | Vic. | Déf. | Classement |
| ----------------- | ----------------------- | ------------------------ | --------------- | ---- | ---- | ---------- |
| AAA               | Tacoma Rainiers         | Pacific Coast League     | Daren Brown     |      |      |            |
| AA                | Jackson Generals        | Southern League          | Jim Pankovits   |      |      |            |
| Advanced A        | High Desert Mavericks   | California League        | José Moreno     |      |      |            |
| A                 | Clinton LumberKings     | Midwest League           | Eddie Menchaca  |      |      |            |
| A (saison courte) | Everett AquaSox         | Northwest League         | Scott Steinmann |      |      |            |
| Rookie            | Pulaski Mariners        | Appalachian League       | Rob Mummau      |      |      |            |
| Rookie            | Arizona League Mariners | Arizona League           | Jesus Azuaje    |      |      |            |
| Rookie            | DSL Mariners            | Dominican Summer League  |                 |      |      |            |
| Rookie            | VSL Mariners            | Venezuelan Summer League |                 |      |      |            |